# Stenellipsis lunulata
Stenellipsis lunulata es una especie de escarabajo longicornio del género Stenellipsis, tribu Acanthocinini, subfamilia Lamiinae. Fue descrita científicamente por Sudre & al. en 2021.
La especie se mantiene activa durante los meses de septiembre y octubre.

## Descripción
Mide 6-6,5 milímetros de longitud.

## Distribución
Se distribuye por Nueva Caledonia.